# 禹仙姬
禹仙姬（韓語：우선희，1978年7月1日—），韓國女子手球運動員，現為韓國國家女子手球隊隊員。

## 簡歷
2010年11月，禹仙姬代表韓國出戰廣州亞運會，參加女子手球比賽項目，奪得銅牌。